# Consciencia cósmica
Consciencia cósmica: un estudio de la evolución de la mente humana (en el original en inglés Cosmic Consciousness: A Study in the Evolution of the Human Mind) es una obra de 1901 del psiquiatra canadiense Richard Maurice Bucke. En este libro exploró el concepto de consciencia cósmica, que definió como "una forma de consciencia superior a la del hombre común".

## Formas de consciencia
En Consciencia cósmica, Bucke declaró que discernía tres formas o grados de consciencia:
- Consciencia simple, poseída tanto por los animales como por la humanidad
- Autoconsciencia, poseída por la humanidad, abarcando el pensamiento, la razón y la imaginación
- Consciencia cósmica, que es "una forma más elevada de consciencia que la poseída por el hombre común"[2]

De acuerdo con Bucke,

Esta consciencia muestra que el cosmos no consiste en materia muerta gobernada por una ley inconsciente, rígida e ininteligible; por el contrario, lo muestra como completamente inmaterial, completamente espiritual y enteramente vivo; muestra que la muerte es un absurdo, que todos y todo tiene vida eterna; muestra que el universo es Dios y que Dios es el universo, y que ningún mal jamás penetró o entrará en él; gran parte de esto es, por supuesto, desde el punto de vista de la autoconsciencia, absurdo; sin embargo, es indudablemente cierto.

Moores dijo que la consciencia cósmica de Bucke es una forma interconectada de ver las cosas "que es más un conocimiento intuitivo que una comprensión objetiva". Moores señaló que, para los estudiosos más puristas, la experiencia de consciencia cósmica es incompleta sin el elemento del amor, "que es el fundamento de la consciencia mística":

El misticismo, entonces, es la percepción del universo y de todas sus entidades aparentemente dispares existiendo en un todo unificado y ligadas por el amor.

Juan A. Herrero Brasas dijo que la consciencia cósmica de Bucke se refiere a la evolución del intelecto, y no a "la inefable revelación de verdades ocultas". Según Brasas, fue William James quien comparó la consciencia cósmica de Bucke con la experiencia mística o la consciencia mística. Gary Lachman señala que hoy día la experiencia de Bucke sería probablemente explicada por el llamado "punto de Dios", o más generalmente como un caso de epilepsia del lóbulo temporal, pero es escéptico de estas y otras explicaciones orgánicas.
Bucke identificó solo ejemplos masculinos de consciencia cósmica. Creía que las mujeres probablemente no la tendrían. (Sin embargo, hay algunas mujeres entre los casos adicionales enumerados en la segunda mitad del libro).
Consideraba a Walt Whitman como "el clímax de la evolución religiosa y el preludio del futuro de la humanidad".

## Conceptos similares

### William James
Según Michael Robertson, Consciencia cósmica y el libro de William James Las variedades de la experiencia religiosa tienen mucho en común:

Tanto Bucke como James argumentan que todas las religiones, sin importar cuán aparentemente diferentes sean, tienen una esencia común; ambos creen que es posible identificar esta esencia eliminando las adiciones institucionales de dogma y ritual y centrándose en la experiencia individual; y ambos identifican la iluminación mística como el fundamento de toda experiencia religiosa.

James popularizó el concepto de experiencia religiosa, que exploró en Las variedades de la experiencia religiosa. Vio el misticismo como una experiencia distintiva que proporciona conocimiento de lo trascendental. Consideró que la "religión personal" es "más fundamental que la teología o el eclesiasticismo", y afirma:

En estados místicos, ambos nos volvemos uno con el Absoluto y tomamos conciencia de nuestra unidad. Esta es la tradición mística eterna y triunfante, apenas alterada por las diferencias de clima o credo. En el hinduismo, en el neoplatonismo, en el sufismo, en el misticismo cristiano, en el whitmanismo, encontramos la misma nota recurrente, de modo que hay una unanimidad eterna sobre enunciados místicos que debe hacer que un crítico se detenga y piense, y que contribuye a que los clásicos místicos no tengan, como ya se dijo, ni cumpleaños ni tierra natal.

Con respecto a la consciencia cósmica, William James escribió en su ensayo The Confidences of a "Psychical Researcher" (Las confidencias de un "investigador psíquico"):

¿Cuáles son de nuevo las relaciones entre la consciencia cósmica y la materia?... ¿Como para que nuestra experiencia humana ordinaria, tanto en su aspecto material como en su aspecto mental, parezca ser solo un extracto del mundo psicofísico más amplio?

#### Consciencia colectiva
James entendió la "consciencia cósmica" como una consciencia colectiva, un "reservorio de consciencia más extenso", que se manifiesta en las mentes de los hombres y permanece intacta después de la disolución del individuo. Puede "retener rastros de la historia de vida de su emanación individual".

### Friedrich Schleiermacher
Una clasificación similar a la propuesta por Bucke fue utilizada por el influyente teólogo Friedrich Schleiermacher (1768-1834), a saber:
- Conciencia animal, bruta
- Consciencia sensual
- Autoconsciencia superior

En la teología de Schleiermacher, la consciencia superior "es la parte del ser humano que es capaz de trascender los instintos animales". Es el "punto de contacto con Dios" y la esencia del ser humano.
Cuando la consciencia superior está presente, las personas no están alienadas de Dios por sus instintos. La relación entre la consciencia superior e inferior es similar a la "lucha del espíritu para vencer a la carne" de San Pablo. La consciencia superior establece una distinción entre los lados natural y espiritual de los seres humanos.
El concepto de experiencia religiosa fue utilizado por Schleiermacher y por Albert Ritschl para defender la religión de la crítica científica y secular y para defender la creencia de que las experiencias morales y religiosas justifican las creencias religiosas.

### Otros escritores
La consciencia cósmica tiene similitud con el Geist de Hegel:

Todo esto parece imponernos una interpretación de Hegel que comprendería su término "min" como una especie de consciencia cósmica; no, por supuesto, una concepción tradicional de Dios como un ser separado del universo, sino más bien como algo más parecido a esas filosofías orientales que insisten en que Todo es Uno.

El concepto de noosfera de Teilhard de Chardin también tiene similitudes con las ideas de Bucke.
Según Paul Marshall, un filósofo de la religión, la consciencia cósmica guarda semejanzas con algunas creencias panteístas tradicionales.
Según Ervin László, la consciencia cósmica se corresponde a la consciencia integral de Jean Gebser y al estado turquesa de espiritualidad cósmica de Don Edward Beck y Christopher Cowan.
Ken Wilber, filósofo y místico integral, identifica cuatro estados/etapas de consciencia cósmica (experiencia mística) por encima del nivel integral de Gebser y del nivel turquesa de Beck y Cowan.

## Influencia
Algunos psicólogos y teólogos modernos han hecho referencia al trabajo de Bucke. Incluyen a Erich Fromm, Robert S. de Ropp y Abraham Maslow.
Otros que han usado el concepto de consciencia cósmica, como lo introdujo Bucke en 1901, incluyen a Albert Einstein, Pierre Teilhard de Chardin y Alan Watts.
Muchos de los que han usado drogas psicodélicas, como el LSD y la psilocibina, han dicho que han experimentado la consciencia cósmica.

## Edición en castellano
- Bucke, Richard Maurice (24 de enero de 2020). Consciencia Cósmica. Un estudio de la evolución de la mente humana. Vol. 1 (Biblioteca Esotérica nº 151). Tapa blanda, 156 páginas, traducción Mauricio Chaves Mesén. The Success and Prosperity Library. ISBN 9798603951515.